# HD 67087
| 太陽 | HD 67087  |
| ---- | --------- |
| 太陽 | Exoplanet |

HD 67087は、ふたご座の方向にあるF型主系列星の恒星である。金属量が太陽より多く、年齢も14億年とかなり若い。

## 惑星系
2015年に岡山天体物理観測所で行われた観測によって2つの太陽系外惑星が発見された。これらの惑星はHD 1605とHD 1666を公転している太陽系外惑星と同時に発表された。
外側を公転しているHD 67087 cは軌道離心率0.76という極端な楕円軌道を描いている。これはさらに外側にある未知の天体の重力によってHD 67087 cの軌道が歪められている可能性があることを示している。しかし、今のところそのような伴天体は見つかっていない。これは伴星を持つにも関わらず、惑星の軌道がほぼ真円であるHD 1605系とは対照的である。
| 名称 （恒星に近い順） | 質量                 | 軌道長半径 （天文単位） | 公転周期 (日)  | 軌道離心率      | 軌道傾斜角 | 半径 |
| --------------------- | -------------------- | ----------------------- | -------------- | --------------- | ---------- | ---- |
| b                     | ≥ 3.06+0.22 −0.20 MJ | 1.08 ± 0.04             | 352.2+1.7 −1.6 | 0.17 ± 0.07     | —          | —    |
| c                     | ≥ 4.85+10.0 −3.61 MJ | 3.86+0.43 −0.37         | 2374+193 −156  | 0.76+0.17 −0.24 | —          | —    |